# Communauté de communes Maine Saosnois
La communauté de communes Maine Saosnois est une communauté de communes française, créée au 1er janvier 2017 et située dans les départements de la Sarthe et de l'Orne et les régions Pays de la Loire et Normandie.

## Histoire
La communauté de communes est créée au 1er janvier 2017 par arrêté préfectoral du 18 avril 2016. Elle est formée par fusion de la communauté de communes Maine 301, de la communauté de communes du Saosnois et de la communauté de communes du Pays Marollais.
Le 1er janvier 2019, Dissé-sous-Ballon et Marolles-les-Braults fusionnent sous le régime de la commune nouvelle. Le nom de cette dernière est adopté.

## Territoire communautaire

### Géographie
Située au nord-est  du département de la Sarthe, la communauté de communes Maine Saosnois regroupe 51 communes et présente une superficie de 610,1 km2.

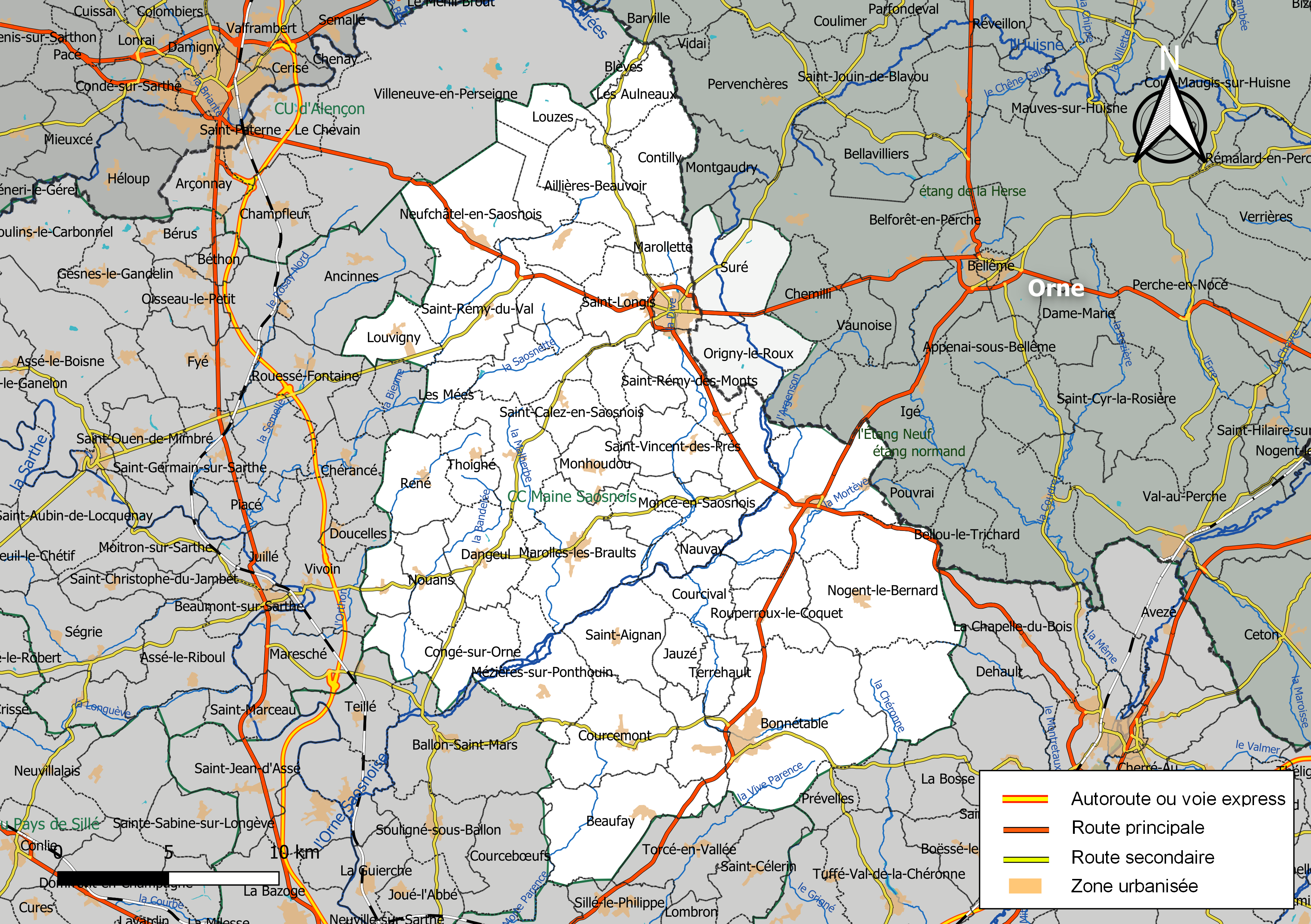
Carte de la communauté de communes Maine Saosnois au 1er janvier 2019.

### Composition

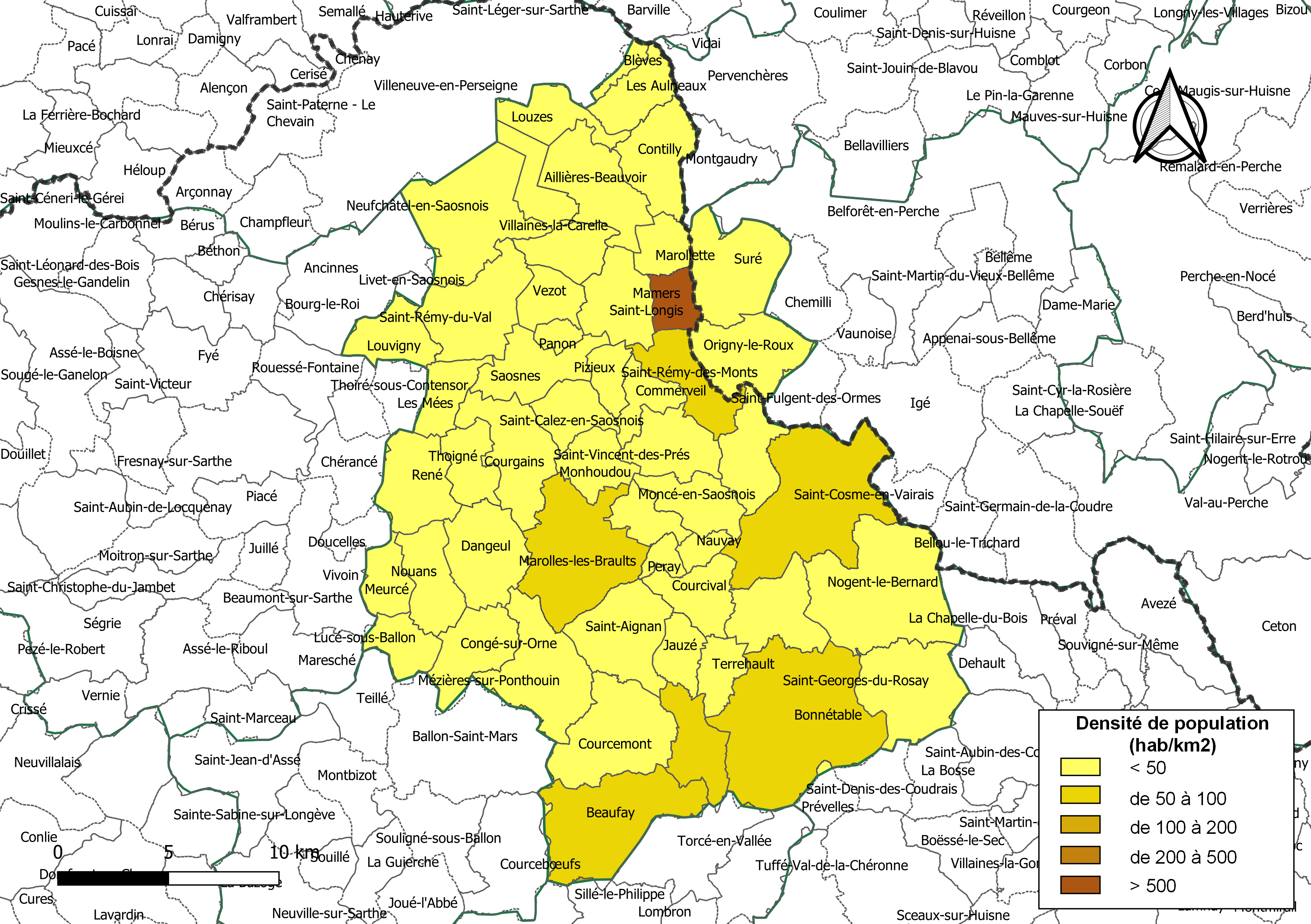
Carte des densités de population (millésimée 2016) des communes de la communauté de communes Maine Saosnois. Composition en communes au 1er janvier 2019.

La communauté de communes est composée des 51 communes suivantes :

| Nom                          | Code Insee | Gentilé         | Superficie (km2) | Population (dernière pop. légale) | Densité (hab./km2) |
| ---------------------------- | ---------- | --------------- | ---------------- | --------------------------------- | ------------------ |
| Marolles-les-Braults (siège) | 72189      | Marollais       | 24,19            | 2 038 (2022)                      | 84                 |
| Aillières-Beauvoir           | 72002      |                 | 15,07            | 199 (2022)                        | 13                 |
| Les Aulneaux                 | 72015      | Aulnois         | 8,17             | 107 (2022)                        | 13                 |
| Avesnes-en-Saosnois          | 72018      | Avesnois        | 5,68             | 88 (2022)                         | 15                 |
| Beaufay                      | 72026      | Belfaidiens     | 23,87            | 1 523 (2022)                      | 64                 |
| Blèves                       | 72037      | Blévois         | 2,04             | 129 (2022)                        | 63                 |
| Bonnétable                   | 72039      | Bonnétabliens   | 40,08            | 3 721 (2022)                      | 93                 |
| Briosne-lès-Sables           | 72048      | Briosnais       | 9,85             | 537 (2022)                        | 55                 |
| Commerveil                   | 72086      | Commerveillais  | 5,64             | 138 (2022)                        | 24                 |
| Congé-sur-Orne               | 72088      | Congéens        | 11,24            | 320 (2022)                        | 28                 |
| Contilly                     | 72091      | Contillais      | 12,48            | 135 (2022)                        | 11                 |
| Courcemont                   | 72101      | Courcemontais   | 19,26            | 670 (2022)                        | 35                 |
| Courcival                    | 72102      | Courcivalois    | 8,94             | 83 (2022)                         | 9,3                |
| Courgains                    | 72104      | Courgannais     | 14,66            | 585 (2022)                        | 40                 |
| Dangeul                      | 72112      | Dangeulois      | 13,64            | 482 (2022)                        | 35                 |
| Jauzé                        | 72148      | Jauzéens        | 5,68             | 80 (2022)                         | 14                 |
| Louvigny                     | 72170      |                 | 8,71             | 175 (2022)                        | 20                 |
| Louzes                       | 72171      |                 | 8,24             | 104 (2022)                        | 13                 |
| Lucé-sous-Ballon             | 72174      | Lucéens         | 6,78             | 105 (2022)                        | 15                 |
| Mamers                       | 72180      | Mamertins       | 5,05             | 5 080 (2022)                      | 1 006              |
| Marollette                   | 72188      | Marollettins    | 5,7              | 159 (2022)                        | 28                 |
| Les Mées                     | 72192      |                 | 6,8              | 105 (2022)                        | 15                 |
| Meurcé                       | 72194      | Meurcéens       | 6,16             | 272 (2022)                        | 44                 |
| Mézières-sur-Ponthouin       | 72196      | Macériens       | 17,88            | 735 (2022)                        | 41                 |
| Moncé-en-Saosnois            | 72201      | Moncéens        | 8,81             | 234 (2022)                        | 27                 |
| Monhoudou                    | 72202      | Monthélodiens   | 7,52             | 207 (2022)                        | 28                 |
| Nauvay                       | 72214      |                 | 2,71             | 12 (2022)                         | 4,4                |
| Neufchâtel-en-Saosnois       | 72215      | Neufchâtellois  | 23,41            | 1 023 (2022)                      | 44                 |
| Nogent-le-Bernard            | 72220      |                 | 30,26            | 876 (2022)                        | 29                 |
| Nouans                       | 72222      | Nouantais       | 9,96             | 255 (2022)                        | 26                 |
| Origny-le-Roux               | 61319      |                 | 14,12            | 249 (2022)                        | 18                 |
| Panon                        | 72227      |                 | 2,37             | 33 (2022)                         | 14                 |
| Peray                        | 72233      | Peréens         | 2,45             | 71 (2022)                         | 29                 |
| Pizieux                      | 72238      |                 | 4,51             | 74 (2022)                         | 16                 |
| René                         | 72251      | Renéens         | 12,52            | 390 (2022)                        | 31                 |
| Rouperroux-le-Coquet         | 72259      | Coqueroupéens   | 12,07            | 270 (2022)                        | 22                 |
| Saint-Aignan                 | 72265      | Saint-Aignanais | 15,13            | 246 (2022)                        | 16                 |
| Saint-Calez-en-Saosnois      | 72270      | Caléziens       | 7,19             | 185 (2022)                        | 26                 |
| Saint-Cosme-en-Vairais       | 72276      | Cosméens        | 32,63            | 1 884 (2022)                      | 58                 |
| Saint-Georges-du-Rosay       | 72281      | Rosayiens       | 17,31            | 450 (2022)                        | 26                 |
| Saint-Longis                 | 72295      | Longoniens      | 11,22            | 511 (2022)                        | 46                 |
| Saint-Pierre-des-Ormes       | 72313      | Pétriormois     | 10,12            | 212 (2022)                        | 21                 |
| Saint-Rémy-des-Monts         | 72316      | Rémy-Montais    | 10,12            | 705 (2022)                        | 70                 |
| Saint-Rémy-du-Val            | 72317      | Valois          | 16,54            | 498 (2022)                        | 30                 |
| Saint-Vincent-des-Prés       | 72324      |                 | 10,51            | 503 (2022)                        | 48                 |
| Saosnes                      | 72326      | Sagonentiens    | 11,25            | 218 (2022)                        | 19                 |
| Suré                         | 61476      | Suréens         | 17,44            | 278 (2022)                        | 16                 |
| Terrehault                   | 72352      | Haulterrois     | 5,73             | 143 (2022)                        | 25                 |
| Thoigné                      | 72354      | Thoignéens      | 7,31             | 165 (2022)                        | 23                 |
| Vezot                        | 72372      | Vezotins        | 6,35             | 77 (2022)                         | 12                 |
| Villaines-la-Carelle         | 72374      | Villainois      | 14,7             | 137 (2022)                        | 9,3                |

### Démographie
| 1968   | 1975   | 1982   | 1990   | 1999   | 2007   | 2012   | 2017   |
| ------ | ------ | ------ | ------ | ------ | ------ | ------ | ------ |
| 29 235 | 27 938 | 27 039 | 26 589 | 27 272 | 28 444 | 28 449 | 28 177 |

## Administration

### Siège
Le siège de la communauté de communes est situé à Marolles-les-Braults.

### Les élus
Le conseil communautaire de la communauté de communes se compose de 75 conseillers, représentant chacune des communes membres et élus pour une durée de six ans.
Ils sont répartis comme suit :
| Nombre de conseillers | Communes                                     |
| --------------------- | -------------------------------------------- |
| 10                    | Mamers                                       |
| 7                     | Bonnétable                                   |
| 4                     | Marolles-les-Braults, Saint-Cosme-en-Vairais |
| 3                     | Beaufay                                      |
| 2                     | Neufchâtel-en-Saosnois                       |
| 1 (+1 suppléant)      | les autres communes                          |

### Président
Frédéric Beauchef, président sortant de la communauté de communes du Saosnois, est élu à la tête de la nouvelle intercommunalité le 23 janvier 2017. Il est réélu le 15 juillet 2020.
| Période      | Période  | Identité          | Étiquette | Qualité                       |
| ------------ | -------- | ----------------- | --------- | ----------------------------- |
| janvier 2017 | En cours | Frédéric Beauchef | LR        | Maire de Mamers (depuis 2014) |

### Vice-présidents
|     | Attributions                                                                      | Identité          | Qualité                                        |
| --- | --------------------------------------------------------------------------------- | ----------------- | ---------------------------------------------- |
| 1re | Tourisme, mutualisation et ingénierie auprès des communes et Démographie médicale | Géraldine Vogel   | Maire de Beaufay                               |
| 2e  | Enfance, jeunesse et affaires sociales                                            | Sandrine Plessix  | Adjointe au maire de Mamers                    |
| 3e  | Communication et aménagement numérique                                            | Olivier Mauraisin | Maire de Louvigny                              |
| 4e  | Développement économique                                                          | Guy Cosme         | Maire de Mézières-sur-Ponthouin                |
| 5e  | Culture                                                                           | Thierry Lemonnier | Adjoint au maire de Bonnétable                 |
| 6e  | Travaux et logements                                                              | Philippe Richard  | Maire de Saint-Cosme-en-Vairais                |
| 7e  | Environnement (eau et assainissement)                                             | Patrick Gosnet    | Maire de Saint-Vincent-des-Prés                |
| 8e  | Ordures ménagères                                                                 | Christelle Deroye | Conseillère municipale de Marolles-les-Braults |
| 9e  | Aménagement et urbanisme                                                          | Alain Blot        | Adjoint au maire de Bonnétable                 |

Nommé par le président de l'intercommunalité, Jean Pierre Vogel (sénateur de la Sarthe, conseiller municipal de Bonnétable et ancien maire de la commune) préside la commission des Finances.

### Régime fiscal et budget
Le régime fiscal de la communauté de communes est la fiscalité professionnelle unique (FPU).